# Hattusili III
Hattusili III (écrit aussi Hattoushili, Hattushili ou Hattušili) est un roi hittite du Nouvel Empire qui régna de 1265 à 1238 av. J.-C. (en chronologie courte).

## Vie
Hattusili est un fils cadet de Mursili II. Le frère aîné était vraisemblablement Muwatalli qui succéda à son père sous le nom de Muwatalli II. Des deux autres frères, Halpasulupi et Massanauzzi, on sait peu de choses. Hattusili était grand prêtre de la déesse Shaushga en la ville de Samuha. Sous le règne de son frère Mutawalli, il combattit en Anatolie du nord contre les Gasgas, ennemis séculaires des hittites. Il aida victorieusement son frère contre Ramsès II lors de la bataille de Qadesh. Il remporta de brillants succès qui établirent son prestige. Son frère lui concéda la cité de Hakpis, au nord du pays de Hatti ; il devint également grand-prêtre en la ville cultuelle de Nerik.
À la mort de son frère, le fils de celui-ci, Urhi-Teshub devient roi sous le nom de règne de Mursili III. Celui-ci se révèle un roi faible et mauvais stratège, vaincu par les Assyriens auxquels il cède la ville de Hanigalbat. Hattusili se soulève contre ce mauvais roi. S'appuyant sur ses possessions de Hakpis et de Nekis, fort du prestige de ses victoires, il coalise autour de lui de nombreuses cités et même des Gasgas. Une guerre ouverte entre les deux princes se solde par la défaite de Mursili. Il dépose son neveu, s'empare du trône et exile Mursili. Les démêlés entre le neveu et l'oncle sont narrés par celui-ci, de son point de vue, dans un monument qui a été conservé : l’Apologie de Hattusili III.
Hattusili devient roi sous le nom de Hattusili III. L'artisan de l'accession au pouvoir de Hattusili est son épouse, Puduhepa, une ancienne prêtresse originaire de la ville de Lawazantiya au Kizzuwatna qui occupa une position élevée tout au long règne de son époux. Mursili ayant fui en Égypte, Hattusili réclame à Ramsès qu'il lui soit livré ; Ramsès feint d'ignorer que Mursili se trouve en Égypte, ce qui provoque un brutal incident entre les deux empires. Toutefois, ceux-ci tempèrent la situation. Un traité de paix est signé en la 21e année du règne de Ramsès II (vers 1246 av. J.-C.) et Hattusili donne deux de ses filles (dont Maâthornéferourê) en mariage à Ramsès.
Dès son intronisation, Hattusili ramène la cour hittite dans son ancienne capitale, Hattusa. Il doit faire face à la révolte de la ville de Pisuru qu'il écrase. Hattusili cherche ensuite à se concilier l'empereur d'Assyrie, Salmanazar Ier en lui laissant conquérir le Mitanni. Puis il passe alliance avec le roi de Babylone Kadashman-Enlil II (1280 à 1265 av. J.-C.). Ceci n'empêche pas Hattusili d'essuyer quelques années plus tard une sévère défaite face à Salmanazar Ier. À sa mort, son fils Tudhaliya IV lui succède.

## Lignage
L'arbre généalogique ci-dessous est une reconstruction possible, parmi d'autres, du lignage de la famille royale de l'empire hittite. La nomenclature des souverains, les liens de parenté demeurent obscurs par de nombreux aspects,,. Étant donné l'incertitude des connaissances actuelles, on ne s'étonnera pas des désaccords entre cet arbre généalogique et les notices détaillées des rois.

### Articles liés
- Hittites
- Histoire des Hittites
- Langue hittite
- Hatti (peuple)